# Ninja Gaiden 4
Ninja Gaiden 4 — майбутня пригодницька відеогра в жанрі екшн та hack and slash, розроблена спільно студіями Team Ninja та PlatinumGames, а видана Xbox Game Studios. Це сьома основна гра в серії Ninja Gaiden від Koei Tecmo та пряме продовження Ninja Gaiden 3 (2012). Головним героєм гри виступає новий персонаж на ім’я Якумо, проте протагоніст серії Рю Хаябуса також доступний для гри та відіграє важливу роль у сюжеті. Випуск Ninja Gaiden 4 запланований на 21 жовтня 2025 року для PlayStation 5, Windows та Xbox Series X/S.

## Огляд
Події Ninja Gaiden 4 розгортаються після Ninja Gaiden 3 у недалекому майбутньому в Токіо, який занурився в хаос через повернення Темного Дракона — зловісної сутності, пов’язаної з мечем Dark Dragon Blade з Ninja Gaiden (2004) та головного антагоніста Ninja Gaiden: Dragon Sword (2008). Під впливом Потойбіччя місто набуває похмурої, кіберпанкової атмосфери з постійним дощем. За словами режисера, ці тривожні умови підкреслюють основні теми гри та головну ідею «протистояння труднощам».
Новий герой Якумо був створений, щоб зробити гру більш доступною для нових гравців. Він володіє технікою «Bloodraven Form», що дозволяє йому маніпулювати власною кров’ю та кров’ю ворогів для створення потужної зброї, яка вражає багатьох супротивників одночасно. Рю Хаябуса у грі виступає як «серйозний виклик і етап зростання» для Якумо, а також залишається ігровим персонажем протягом історії, зберігаючи знайомі рухи та інструменти з попередніх частин. Деякі фірмові прийоми серії, такі як Izuna Drop та Flying Swallow, доступні обом персонажам.

## Розробка
Розробник серії, Team Ninja, прагнув повернути Ninja Gaiden на тлі великої перерви після останньої основної частини та численних прохань фанатів. Завдяки тісним стосункам між президентом Koei Tecmo Хісаші Коінумою та генеральним директором PlatinumGames Ацуші Інабою, обидві компанії почали розглядати можливості співпраці. За підтримки генерального директора Microsoft Gaming Філа Спенсера вони розпочали роботу над абсолютно новою грою серії Ninja Gaiden.
Гру продюсували керівник Team Ninja та співрежисер Ninja Gaiden 3 Фуміхіко Ясуда разом із Юджі Накао з PlatinumGames. Накао також був режисером проєкту разом із Масаказу Хіраямою з Team Ninja.
Xbox Game Studios уклала партнерство з Koei Tecmo, яка володіє правами на франшизу Ninja Gaiden, щоб видати гру по всьому світу. Раніше компанія вже випускала Ninja Gaiden II (2008) для Xbox 360 та працювала з PlatinumGames над скасованою рольовою грою Scalebound.

## Реліз
Ninja Gaiden 4 була анонсована разом із Ninja Gaiden 2 Black під час відеопрезентації Xbox Developer Direct 23 січня 2025 року.
Вихід гри заплановано на 21 жовтня 2025 року для PlayStation 5, Windows та Xbox Series X/S, а також вона буде доступна з першого дня у підписці Xbox Game Pass.